# Tętnica krtaniowa górna
Tętnica krtaniowa górna (łac. arteria laryngea superior) – w anatomii człowieka tętnica krtani, będąca silnym odgałęzieniem tętnicy tarczowej górnej, odchodzącym w jej początkowym odcinku. Biegnie pod mięśniem tarczowo-gnykowym i wchodzi do krtani, razem z żyłą krtaniową górną i gałęzią wewnętrzną nerwu krtaniowego górnego przechodząc przez otwór w bocznej części błony tarczowo-gnykowej (mniej więcej 1 cm do przodu i powyżej od guzka górnego chrząstki tarczowatej). W przypadkach, gdy w chrząstce tarczowatej znajduje się otwór pod guzkiem górnym, naczynia krtaniowe górne lub ich odgałęzienia mogą przechodzić przez niego zamiast przez otwór w błonie tarczowo-gnykowej.
Tętnica krtaniowa górna unaczynia większą część krtani. Tworzy zespolenia z gałęzią pierścienno-tarczową tętnicy tarczowej górnej i z tętnicą krtaniową dolną (na mięśniu pierścienno-nalewkowym tylnym, przy górnym brzegu chrząstki pierścieniowatej).